# Customer magazine
Il customer magazine è una rivista prodotta da un'impresa come mezzo di comunicazione verso i propri clienti.
Si tratta di un prodotto che ha all'incirca le stesse caratteristiche di una rivista da edicola ma che è pagata in parte o totalmente dall'azienda. Piuttosto che contenere offerte commerciali o pubblicità, lo scopo primario di un customer magazine è di raggiungere particolari obiettivi dell'impresa. Per esempio il cross selling di prodotti o l'incremento delle vendite, far cambiare la percezione di una marca o stimolare la fedeltà d’acquisto.
Alcuni customer magazine includono pagine pubblicitarie, la qual cosa è vista come un mezzo utile sia per abbattere i costi di produzione per l'azienda che lo promuove, ma anche per renderlo più simile a un magazine come gli altri.